# KingsRoad
KingsRoad — браузерная игра в жанре MMORPG, разработанная компанией Rumble Entertainment, которая была основана выходцами из компаний Blizzard, Electronic Arts, BioWare и LucasArts. Релиз игры состоялся в марте 2013 года на Facebook, в декабре 2014 состоялся релиз игры для iOS. В странах СНГ изданием игры занимается компания 101XP (версия игры для платформ ВКонтакте, Одноклассники, Мой Мир и 101XP.com). Игра распространяется по бизнес-модели free-to-play. В феврале 2021 года игру закрыли по инициативе разработчиков.

## Игровой процесс
KingsRoad — игра жанра Hack’n’Slash, напоминающая Diablo. Уничтожая монстров, персонаж получает опыт и усиливает свои характеристики. В игре отсутствует глобальная карта — мир Альдерстоуна разбит на пятьдесять локаций, которые необходимо постепенно открывать.
В KingsRoad присутствует три класса персонажей, между которыми можно переключаться на лету — воин, маг и лучник. В игре присутствует режим кооперативного прохождения уровней и режим PvP.

## Сюжет
Действие игры разворачивается в сказочном королевстве Альдерстоун, в которое вторглись демоны. Игрокам предстоит пробиться через полчища демонов и спасти принцессу королевства из плена.